# Mariensäule (Wiesentheid)

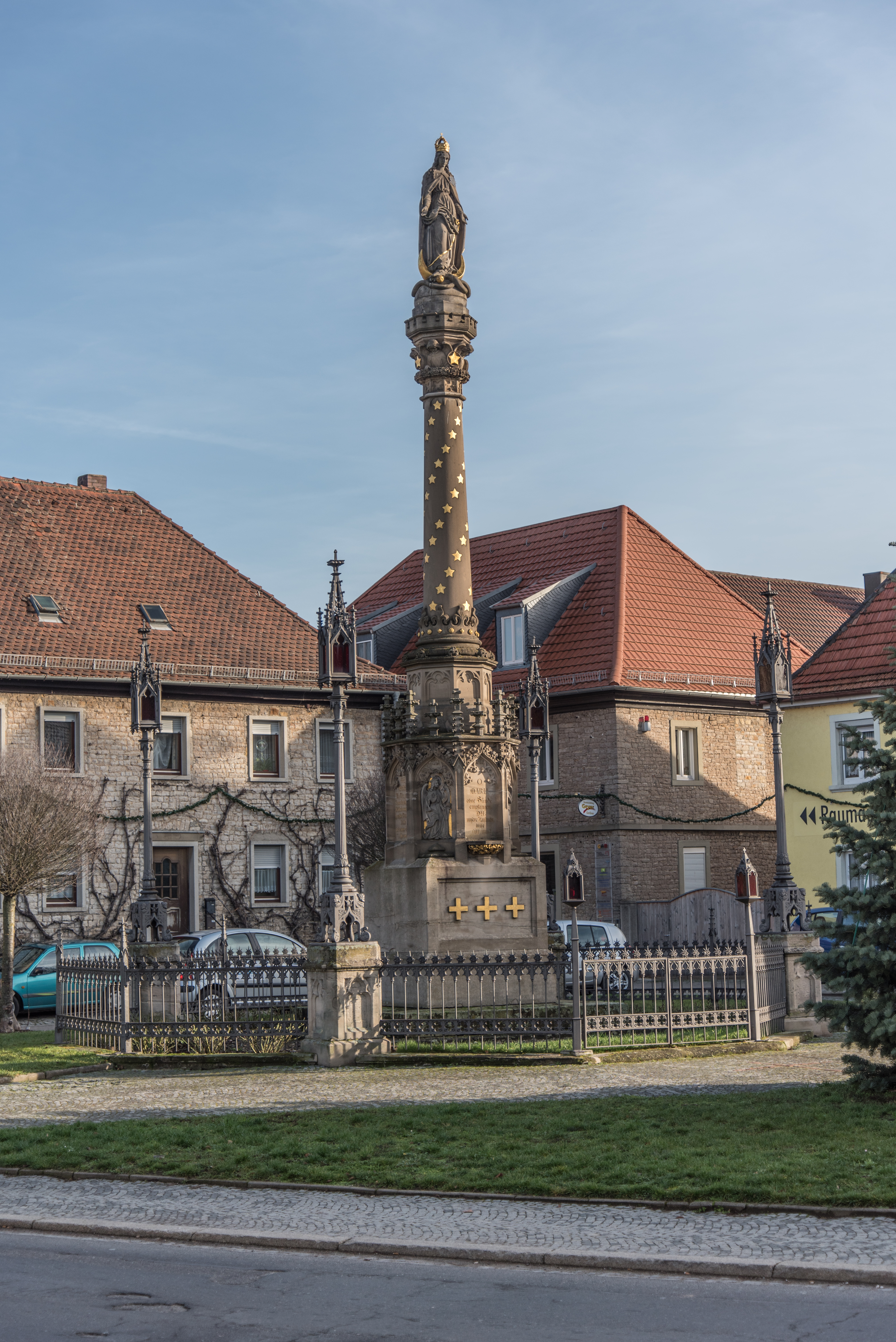
Die Mariensäule am Marienplatz

Die Mariensäule im unterfränkischen Wiesentheid ist ein eingetragenes Baudenkmal. Sie zeigt die Mondsichelmadonna und befindet sich auf dem Marienplatz im Zentrum des barocken Ortes. Die Säule wurde von Carl Alexander Heideloff geschaffen.

## Geschichte
Erste Bemühungen in Wiesentheid eine Statue mit der Darstellung der Gottesmutter zu errichten, gehen auf den damaligen Pfarrer der Mauritiuskirche Friedrich Fischer zurück. Er äußerte den Wunsch kurz vor seinem Tod im Jahr 1857. Zwei Jahre später, 1859, forcierte sein Nachfolger Sebastian Walter den Plan. In Wiesentheid bestand eine Apostelgemeinde, die von der katholischen Mehrheitsgesellschaft bekämpft wurde. Mit der Statue sollte ein Zeichen gegen die Anhänger des Irvingianismus gesetzt werden. Die Säule kostete etwa 4000 Gulden und wurde über freiwillige Spenden finanziert.
Zunächst plante man, den Wiesentheider Bildhauer Valentin Fromm als Baumeister zu gewinnen. Seine Pläne wurden aber von der für den Bau eingesetzten Kommission abgelehnt. Schließlich wählte man den Baumeister Carl Alexander Heideloff aus. Heideloff übergab seine Pläne einheimischen Handwerkern, die vor Ort seine Ideen umsetzten. Die Steinmetzarbeiten wurden vom Haßfurter Bildhauer Johann Josef Mayer vorgenommen, die Säule steuerte der ebenfalls aus Haßfurt stammende Jakob Stößel bei. Am 25. März 1859 erfolgte die Grundsteinlegung, bereits am 15. August des gleichen Jahres wurde die Säule vom Würzburger Bischof Georg Anton von Stahl eingeweiht.
In der Folgezeit erfolgten Umbauten an der Säule. So erhielt sie bereits 1864 eine Kniesteinumfassung. 1865 und 1866 wurden die Eisengalerie und die Kandelaber angebracht. 1959 entfernte man diese neogotischen Umbauungen. Erst am Ende des 20. Jahrhunderts wurden die Schmuckelemente wieder angebracht. Das alte Eisengitter war noch vorhanden, die Kandelaber wurden nach alten Plänen, die in Nürnberg aufgefunden wurden, neu gestaltet. Die Mariensäule ist als Baudenkmal eingeordnet. Sie bildet den Mittelpunkt des nach ihr benannten Bauensembles Marienplatz Wiesentheid. Die Mariensäule von 1871 im etwa 20 Kilometer entfernten Donnersdorf ist der Wiesentheider Säule nachempfunden.

## Beschreibung

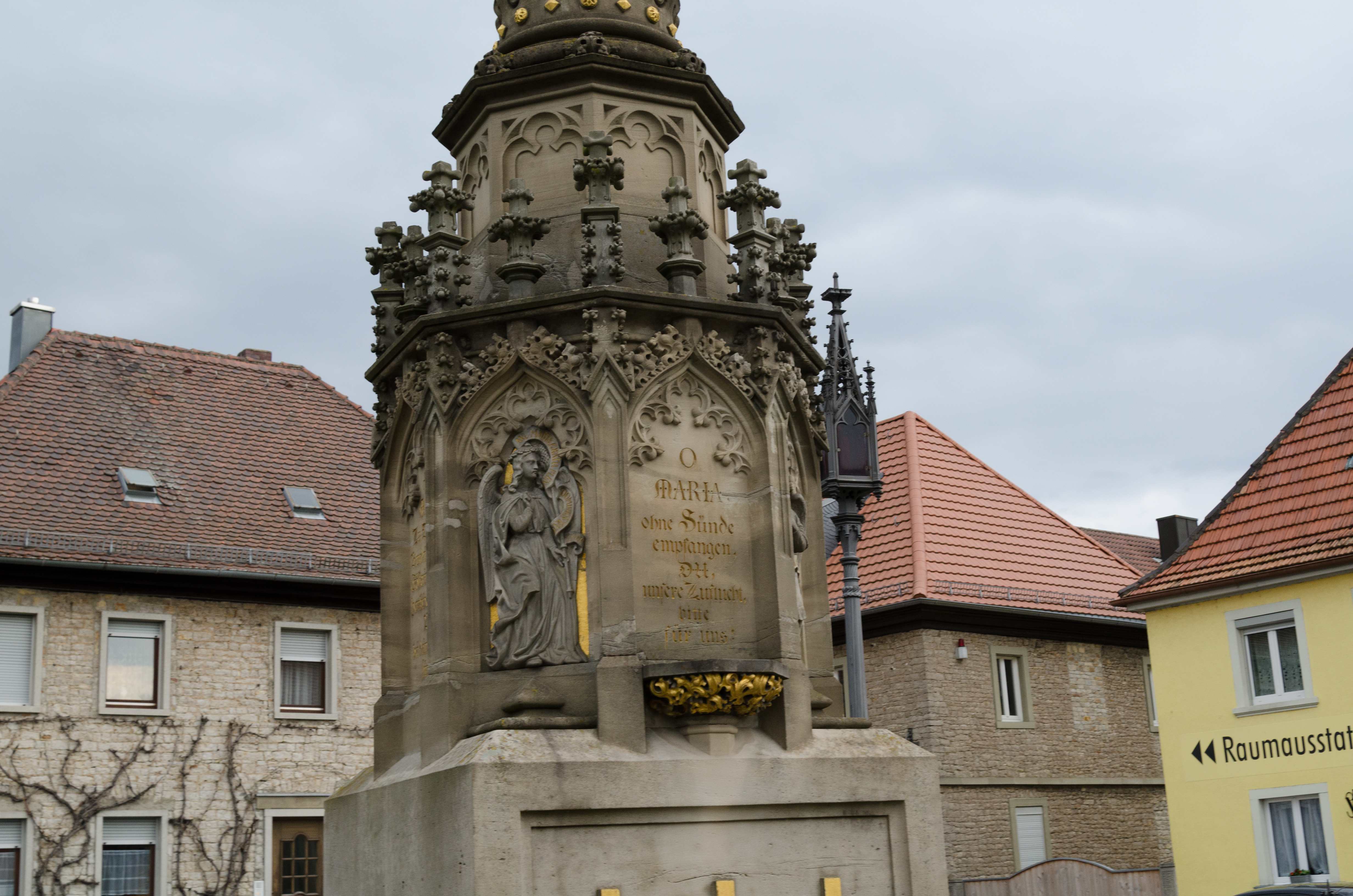
Der Unterbau der Mariensäule mit den Inschriften

Die Mariensäule präsentiert sich im Stil der Neogotik. Bekrönt wird sie von Maria auf der Mondsichel, die eine goldene Krone trägt. Unterhalb der Figur wurde eine Schlange angebracht, die einen goldenen Apfel im Maul hat. Nach einer schmalen Sockelzone beginnt der achteckige Säulenaufsatz mit einem Zinnenkranz. Es folgen Engelsfiguren im Halbrelief, die auf Untersicht gearbeitet sind. Nach weiteren Verzierungen, die an gotisches Maßwerk erinnern beginnt die eigentliche Säule.
Sie ist rund und verjüngt sich nach oben hin. Auf der Säule wurden goldene Sterne angebracht. Der Säulensockel präsentiert sich viereckig, wobei er einen achteckigen Unterbau aufweist. Hier wurden mehrere Kreuzblumen angebracht. In den spitzbogigen Säulenfeldern des Unterbaus befinden sich mehrere Inschriften, die die Muttergottes preisen. Daneben sind hier auch vier Felder mit figürlichen Darstellungen zu finden. Unter anderem wurde ein Harfe spielender Mann im Halbrelief angebracht. Die Säule ist von einem ebenfalls achteckigen Eisengitter umgeben an dessen Ecken vier größere Kandelaber auf kleinen Sockeln im Wechsel mit vier kleineren Kandelabern angebracht wurden.